# لويزفيل (جورجيا)
لويزفيل (بالإنجليزية: Louisville, Georgia)‏ هي مدينة تقع في مقاطعة جيفرسون بولاية جورجيا في الولايات المتحدة. تبلغ مساحة هذه المدينة 9.4 (كم²)، وترتفع عن سطح البحر 98 م، بلغ عدد سكانها 2712 نسمة في عام 2010 حسب إحصاء مكتب تعداد الولايات المتحدة.

## التركيبة السكانية
حدّد مكتب تعداد الولايات المتحدة بيانات التركيبة السكانية للويزفيل في تعداد الولايات المتحدة. في ما يلي، التركيبة السكانية حسب تعدادي 2000 و2010.

### تعداد عام 2000
بلغ عدد سكان لويزفيل 2,712 نسمة بحسب تعداد عام 2000، وبلغ عدد الأسر 994 أسرة وعدد العائلات 665 عائلة مقيمة في المدينة. في حين سجلت الكثافة السكانية 284.6 نسمة لكل كيلومتر مربع (737.1/ميل2). وبلغ عدد الوحدات السكنية 1,123 وحدة بمتوسط كثافة قدره 117.8 لكل كيلومتر مربع (305.1/ميل2).
وتوزع التركيب العرقي للمدينة بنسبة 33.63% من البيض و65.93% من الأمريكيين الأفارقة و0.04% من الأمريكيين الأصليين و0.22% من الأمريكيين ذوي الأصول الآسيوية و0.07% من الأعراق الأخرى و0.11% من عرقين مختلطين أو أكثر و0.37% من الهسبانيون أو اللاتينيون من أي عرق.
بلغ عدد الأسر 994 أسرة كانت نسبة 39.6% منها لديها أطفال تحت سن الثامنة عشر تعيش معهم، وبلغت نسبة الأزواج القاطنين مع بعضهم البعض 35.8% من أصل المجموع الكلي للأسر، ونسبة 27.4% من الأسر كان لديها معيلات من الإناث دون وجود شريك،  بينما كانت نسبة 3.7% من الأسر لديها معيلون من الذكور دون وجود شريكة وكانت نسبة 33.1% من غير العائلات. تألفت نسبة 31.4% من أصل جميع الأسر من عدة أفراد يعيشون في نفس المنزل ونسبة 16.1% كانت تتألف من شخص يعيش بمفرده يبلغ من العمر 65 عاماً أو أكثر. وبلغ متوسط حجم الأسرة المعيشية 2.56، أما متوسط حجم العائلات فبلغ 3.22.
بلغ العمر الوسطي للسكان 36.6 عاماً. وكانت نسبة 28.1% من القاطنين تحت سن الثامنة عشر، وكانت نسبة 7.7% بين الثامنة عشر والرابعة والعشرين عاماً، ونسبة 24.2% كانت واقعةً في الفئة العمرية ما بين الخامسة والعشرين والرابعة والأربعين عاماً، ونسبة 18.9% كانت ما بين الخامسة والأربعين والرابعة والستين، ونسبة 14.8% كانت ضمن فئة الخامسة والستين عاماً فما فوق. يوجد لكل 100 أنثى 76.2 ذكر، ويوجد لكل 100 أنثى في الثامنة عشر من عمرها فما فوق 69.5 ذكر.
بلغ متوسط دخل الأسرة في المدينة 19,883 دولارًا، أما متوسط دخل العائلة فبلغ 32,578 دولارًا. وكان متوسط دخل الذكور 31,500 دولارًا مقابل 16,921 دولارًا للإناث. وسجل دخل الفرد الخاص بالمدينة 15,028 دولارًا. وكانت نسبة 23.1% من العائلات ونسبة 28.9% من السكان تحت خط الفقر، وكان من هؤلاء نسبة 27.8% تحت سن الثامنة عشر ونسبة 51.8% في الخامسة والستين من العمر وما فوق.

### تعداد عام 2010
بلغ عدد سكان لويزفيل 2,493 نسمة بحسب تعداد عام 2010، وبلغ عدد الأسر 875 أسرة وعدد العائلات 587 عائلة مقيمة في المدينة. في حين سجلت الكثافة السكانية 261.6 نسمة لكل كيلومتر مربع (677.5/ميل2). وبلغ عدد الوحدات السكنية 1,006 وحدة بمتوسط كثافة قدره 105.6 لكل كيلومتر مربع (273.5/ميل2).
وتوزع التركيب العرقي للمدينة بنسبة 28.52% من البيض و70.36% من الأمريكيين الأفارقة و0.04% من الأمريكيين الأصليين و0.60% من الأمريكيين ذوي الأصول الآسيوية و0.20% من الأعراق الأخرى و0.28% من عرقين مختلطين أو أكثر و0.68% من الهسبانيون أو اللاتينيون من أي عرق.
بلغ عدد الأسر 875 أسرة كانت نسبة 38.1% منها لديها أطفال تحت سن الثامنة عشر تعيش معهم، وبلغت نسبة الأزواج القاطنين مع بعضهم البعض 29.6% من أصل المجموع الكلي للأسر، ونسبة 33.8% من الأسر كان لديها معيلات من الإناث دون وجود شريك،  بينما كانت نسبة 3.7% من الأسر لديها معيلون من الذكور دون وجود شريكة وكانت نسبة 32.9% من غير العائلات. تألفت نسبة 30.5% من أصل جميع الأسر من عدة أفراد يعيشون في نفس المنزل ونسبة 12.6% كانت تتألف من شخص يعيش بمفرده يبلغ من العمر 65 عاماً أو أكثر. وبلغ متوسط حجم الأسرة المعيشية 2.61، أما متوسط حجم العائلات فبلغ 3.26.
بلغ العمر الوسطي للسكان 37.8 عاماً. وكانت نسبة 26.2% من القاطنين تحت سن الثامنة عشر، وكانت نسبة 9.6% بين الثامنة عشر والرابعة والعشرين عاماً، ونسبة 22.8% كانت واقعةً في الفئة العمرية ما بين الخامسة والعشرين والرابعة والأربعين عاماً، ونسبة 25.3% كانت ما بين الخامسة والأربعين والرابعة والستين، ونسبة 16.1% كانت ضمن فئة الخامسة والستين عاماً فما فوق. وتوزع التركيب الجنسي للسكان بنسبة 45.2% ذكور و54.8% إناث.

## أعلام
- أمبروز ر. رايت
- سبايك جونز
- ميرابو بي لامار
- ويليام رايت أبوت
- هيرشل جونسون

## وصلات خارجية
- - Cities & Counties - Georgia.gov